# Nino Constantini
Pour les articles homonymes, voir Constantini.
Antonio Costantini dit Nino Constantini, né le 3 juillet 1904 à Venise et mort le 11 novembre 1970 à Paris, est un acteur et producteur français.

## Biographie
Après une carrière d'acteur commencée au cours des années 1920 et achevée pendant la Seconde Guerre mondiale, Nino Constantini est devenu producteur au sein de la société Le Trident dont il a été le responsable avec Bluette Christin-Falaize. Tous deux lancèrent en 1950 le projet d'une Encyclopédie filmée qui ne comporta qu'une douzaine de titres.

## Filmographie

### Acteur
- 1925 : Le Double Amour de Jean Epstein
- 1925 : Les Aventures de Robert Macaire de Jean Epstein
- 1926 : Mauprat de Jean Epstein
- 1928 : Un chapeau de paille d'Italie de René Clair
- 1929 : Strassenbekanntschaften de Josef Medeotti-Bohác et Alwin Neuß
- 1931 : Rive gauche d'Alexander Korda
- 1934 : Mam'zelle Spahi de Max de Vaucorbeil
- 1935 : L'École des vierges de Pierre Weill
- 1936 : Le Train d'amour de Pierre Weill
- 1936 : Trois dans un moulin de Pierre Weill
- 1938 : Champions de France de Willy Rozier
- 1938 : L'Avion de minuit de Dimitri Kirsanoff
- 1938 : La Plus Belle Fille du monde de Dimitri Kirsanoff
- 1938 : Ramuntcho de René Barberis
- 1938 : Ultimatum de Robert Wiene
- 1940 : Campement 13 de Jacques Constant
- 1943 : Le Capitaine Fracasse d'Abel Gance

### Producteur
- 1948 : La Bataille de l'eau lourde de Jean Dréville et Titus Vibe-Müller
- 1950 : Au revoir Monsieur Grock de Pierre Billon
- 1956 : La Meilleure Part d'Yves Allégret
- 1958 : Liberté surveillée d'Henri Aisner et Vladimir Voltchek
- 1961 : Vingt mille lieues sur la terre (Леон Гаррос ищет друга) de Marcello Pagliero
- 1962 : La vendetta, réalisé par Jean Chérasse (avec Francis Blanche, Louis de Funès, Olivier Hussenot)
- 1964 : Cyrano et d'Artagnan d'Abel Gance